# Einthoven Hill
Der Einthoven Hill ist ein  rund 850 m hoher Hügel auf der Ostseite der Brabant-Insel im westantarktischen Palmer-Archipel. Er ragt 5 km südwestlich des Mitchell Point auf.
Luftaufnahmen der Hunting Aerosurveys Ltd. aus den Jahren von 1956 bis 1957 dienten 1959 seiner Kartierung. Das UK Antarctic Place-Names Committee benannte ihn am 23. September 1960 nach dem niederländischen Mediziner und Nobelpreisträger Willem Einthoven (1860–1927), dem Entwickler des diagnostischen Elektrokardigraphieverfahrens.